# Sauveur Rodriguez
Sauveur Rodriguez (* 17. Oktober 1920 in Sidi bel Abbès; † 15. Februar 2013 in Nizza) war ein französischer Fußballspieler und -trainer.

## Vereinskarriere
Der 180 Zentimeter große Abwehrspieler Rodriguez, der im französisch besetzten Algerien aufwuchs, galt laut der Sportzeitschrift Miroir Sprint bereits als Talent mit außergewöhnlichen Fähigkeiten. Er spielte für einen Amateurverein aus Sidi bel Abbès, bis er 1942 als junger Erwachsener seinen Militärdienst zu leisten hatte. Währenddessen trat er im Trikot des Hauptstadtklubs Stade Français zu Spielen an, auch wenn es bedingt durch den Zweiten Weltkrieg und die deutsche Besatzung keine offiziellen Meisterschaften gab. Anschließend kehrte er für einige Zeit nach Algerien zurück und spielte beim FC Blida, ehe er 1946 zum Erstligisten Olympique Marseille ins französische Mutterland wechselte. Für Marseille debütierte er am 18. August 1946 bei einer 1:4-Niederlage gegen seinen vormaligen Verein Stade Français in der höchsten nationalen Spielklasse und erreichte damit zugleich sein Debüt im Profifußball. Fortan erkämpfte er sich einen Stammplatz in der Innenverteidigung der Südfranzosen und konnte diesen die nachfolgenden Jahre über behaupten. So war er fester Bestandteil einer Mannschaft, die 1948 die nationale Meisterschaft gewann. Auch wenn die Elf an diese Erfolge danach nicht anknüpfen konnte, blieb er Marseille treu, bis er der Stadt und ihrem Verein 1951 nach fünf Jahren den Rücken kehrte und beim Ligarivalen Olympique Lyon unterschrieb.
Der Aufsteiger Lyon bot ihm im Verlauf der Saison 1951/52 zwar einen sicheren Stammplatz, doch musste Rodriguez mit diesem den Kampf gegen den Abstieg antreten. Dieser war erfolglos, sodass der Verein 1952 mit deutlichem Abstand zu den Nicht-Abstiegsplätzen den Gang in die Zweitklassigkeit antreten musste, was Rodriguez mit der Unterschrift beim Erstligisten SO Montpellier persönlich vermeiden konnte. Allerdings erlebte er in Montpellier selbiges erneut und war fester Bestandteil einer Mannschaft, die 1953 als Tabellenletzter abstieg. Zu diesem Zeitpunkt beendete der damals 32-Jährige nach 209 Erstligapartien mit acht Toren seine Profilaufbahn.
Im Anschluss an die Zeit als Profi blieb er dem Fußball treu und übernahm bei einem Amateurklub aus dem algerischen Ain Temouchent 1953 die Rolle des Trainers. Mit dem Ende des Algerienkriegs und dem Rückzug der Franzosen im Jahr 1962 kehrte auch Rodriguez ins Mutterland zurück und trug als Spieler das Trikot eines Vereins namens CO Berre. Anschließend war er bei einer Mannschaft aus Nizza von 1968 an erneut Spielertrainer, ehe er 1971 zur AS Villefranche wechselte. Bei dieser war er ebenfalls Spielertrainer, bis er 1952 im Jahr seines 52. Geburtstags das aktive Spielen als Amateur endgültig aufgab. In Nizza führte er eine Zeit lang eine Brasserie.

## Nationalmannschaft
Rodriguez war 26 Jahre alt, als er am 26. Mai 1947 bei einem 4:0-Sieg in einem Freundschaftsspiel gegen die Niederlande im Trikot der französischen Nationalmannschaft debütierte. Dies blieb die einzige Partie, die er für sein Land bestreiten durfte.